# Robert Dykes
Robert Dykes (født 27. april 1975 i Tylertown, Mississippi, USA) er en tidligere amerikansk bokser i letsværvægtdivisionen. 
Hans mest kendte kamp er mod Allan Green den 23. oktober 2002, der var Greens debutkamp. Dykes blev slået via TKO i 2. omgang.